# Saint-Dié-des-Vosges-Ouest (tổng)
Tổng Saint-Dié-des-Vosges-Ouest là một tổng của Pháp, tọa lạc tại tỉnh Vosges trong vùng Lorraine của Pháp.

## Phân chia hành chính
Tổng Saint-Dié-des-Vosges-Ouest được chia thành 6 xã:
- La Bourgonce: 712 dân
- Saint-Dié-des-Vosges (một phần của xã): 12 765 dân
- Saint-Michel-sur-Meurthe: 1 951 dân
- La Salle: 310 dân
- Taintrux: 1 367 dân
- La Voivre: 627 dân

## Hành chính
|  | Bắt đầu nhiệm kỳ | Kết thúc nhiệm kỳ | Tổng ủy viên   | Đảng | Giám sát                            |
|  | ---------------- | ----------------- | -------------- | ---- | ----------------------------------- |
|  | 2001             | 2008              | William Mathis | UMP  | Thị trưởng Saint-Michel-sur-Meurthe |